# Jungle Brothers
De Jungle Brothers zijn een Amerikaanse hiphopgroep uit New York die vooral bekend werd van de hit What u waitin 4 (1990) en de houseremix van I'll house you door Todd Terry. De groep bestaat uit Mike Gee (Michael Small), Sammy B (Sammy Burwell) en Afrika Baby Bam (Nathaniel Hall). De groep maakt onderdeel uit van het Native tongues-collectief waartoe ook A Tribe Called Quest en De La Soul toe behoren. De groep maakt zo nu en dan uitstapjes naar de dancescene.

## Geschiedenis
In 1988 verscheen het debuutalbum Straight out the Jungle uit. Het album wordt gezien als een van de belangrijkste albums van zijn tijdperk. Een speciale rol speelde de single I'll house ya, waarmee ze de brug sloegen met de in New York opkomende housescene. Het werd als laatste van de nummers van het album opgenomen na een idee van een van de studiomedewerkers. Die komt op het idee om Can You Party? van Royal House (Todd Terry) te gebruiken als beat. Hierdoor werd het nummer ook in houseclubs een hit. De doorbraak plaveide de weg voor het Native tongues collectief. In 1989 verscheen opvolger Done by the Forces of Nature. Hierop stond hun grootste hit What u waitin 4, die in Nederland de zevende plaats in de top 40 bereikte. Niet lang daarna maakten ze ook Doin' Our Own Dang met de andere Native tongues-leden. De groep maakte ook deel uit van Hip-Hop Against Apartheid, dat in 1990 in het Wembley Stadium optrad ter ere van de vrijlating van Nelson Mandela. Gezamenlijk maakten ze de single Ndodemnyama (Free South Africa), waarvan de opbrengst aan het ANC werd geschonken.  
Een nieuw album liet door strubbelingen met het label lang op zich wachten. Aanvankelijk werken ze aan een album dat Crazy Wisdom Masters moet gaan heten. Het album is voor het label echter te experimenteel en de groep wordt gedwongen opnieuw te beginnen. Als dan eindelijk J. Beez Wit The Remedy (1993) verscheen, leek de groep intussen door anderen voorbij gestreefd. Ook Raw deluxe was geen groot succes, hoewel de single Jungle Brother wel een hit in het Verenigd Koninkrijk werd door diverse remixen van onder andere de Stereo MC's en Aphrodite. In het gevolg daarvan verschenen er ook nieuwe versies van I'll house you en Because I Got It Like That, die ook in Nederland bescheiden hits werden.  
In 2000 deden ze een uitstapje naar big beat met het album V.I.P. dat door Alex Gifford van Propellerheads werd geproduceerd. Op het album staat ook een samenwerking met The Black Eyed Peas. Daarna was de koek op. Het album All That We Do (2002) deed maar weinig en ook I Got You (2006) wist de groep niet terug in de schijnwerpers te krijgen. Wel waren ze in 2004 nog onderdeel van de mash-up Breathe dont stop van Mr On. Het nummer Breathe and stop werd samengevoegd met Don't Stop 'til You Get Enough van Michael Jackson. Na een hele tijd van stilte lieten ze in 2020 weer van zich horen met Keep it jungle dat in eigen beheer werd uitgebracht. Het album keerde terug naar de stijl uit de vroege jaren. Daarnaast verschijnt in 2020 het onuitgebrachte Crazy Wisdom Masters, dat in de vroege jaren negentig werd opgenomen.

## Discografie

### Albums
- 1988: Straight out the Jungle
- 1989: Done by the Forces of Nature
- 1993: J Beez Wit the Remedy
- 1997: Raw Deluxe
- 2000: V.I.P.
- 2002: All That We Do
- 2006: I Got You
- 2020: Keep it Jungle
- 2020: Crazy Wisdom Masters

| Single met eventuele hitnotering(en) in de Nederlandse Top 40 | Datum van verschijnen | Datum van binnenkomst | Hoogste positie | Aantal weken | Opmerkingen                                                       |
| ------------------------------------------------------------- | --------------------- | --------------------- | --------------- | ------------ | ----------------------------------------------------------------- |
| What "U" Waitin..... "4"?                                     |                       | 07-04-1990            | 7               | 7            |                                                                   |
| Doin' Our Own Dang                                            |                       | 11-08-1990            | tip2            | -            | met De La Soul, Monie Love, Queen Latifah en A Tribe Called Quest |
| I'll House You '98                                            |                       | 15-08-1998            | tip14           | -            |                                                                   |
| Because I Got It Like That                                    |                       | 06-02-1999            | tip7            | -            |                                                                   |
| Breathe, Don't Stop                                           |                       | 13-03-2004            | tip3            | -            | met Mr. On                                                        |